# Partecipazio
Partecipazio a fost o familie nobilă venețiană. S-a aflat la conducerea statului în principal în secolele al VIII-lea-al X-lea, când a dat mai mulți dogi.
Mai târziu, familia Badoaro și-a revendicat descendența din familia Partecipazio (Participazio).
Dogii din familia Partecipazio:
- Orso I Partecipazio (726-737)

- Agnello Partecipazio (811-827)

- Giustiniano Partecipazio (827-829)

- Giovanni I Partecipazio (829-836)

- Orso II Partecipazio (864-881)

- Giovanni II Partecipazio (881-888)

- Orso III Partecipazio (912-931)

- Pietro Partecipazio (939-942)

## Legături externe
- it  Partecipazi.